# Lynsey Peisinger
Lynsey Peisinger, född 1979 i USA, är en amerikansk performer och koreograf.
Lynsey Peisinger har en magisterexamen i koreografi från Dance Conservatory vid Purchase College i Purchase i delstaten New York i USA, en del av State University of New York.
Hon har arbetat för Robert Wilson. Hon arbetar med Marina Abramović på Marina Abramović Institute i Paris. Bland annat var hon medskapare av 512 hours, som framfördes på Serpentine Gallery i London sommaren 2014, och av The Cleaner, som framfördes i Stockholm februari–mars 2017.